# Ceiba acuminata
Ceiba acuminata är en malvaväxtart som först beskrevs av S. Wats., och fick sitt nu gällande namn av Joseph Nelson Rose. Ceiba acuminata ingår i släktet Ceiba och familjen malvaväxter. Inga underarter finns listade i Catalogue of Life.